# Hotel Hyatt Regency de Dusambé
El Hotel Hyatt Regency de Dusambé es una infraestructura hotelera situada en Prospekt Ismoili Somoni 26/1 en la ciudad de Dusambé, la capital del país centro asiático de Tayikistán. Es operado por la compañía estadounidense Hoteles Hyatt (Hyatt Hotels). El hotel es complementado por el Restaurante Grill Foccacia. 